# Polygala resinosa
Polygala resinosa är en jungfrulinsväxtart som beskrevs av S.K. Chen. Polygala resinosa ingår i släktet jungfrulinssläktet, och familjen jungfrulinsväxter. Inga underarter finns listade i Catalogue of Life.